# شوك الضب البترائي
شوك الضب البترائي (الاسم العلمي:Blepharis petraea) هو نوع من النباتات يتبع جنس شوك الضب من الفصيلة الأقنتية.